# Lasioglossum bryotrichum
Lasioglossum bryotrichum är en biart som först beskrevs av Cockerell 1912.  Lasioglossum bryotrichum ingår i släktet smalbin, och familjen vägbin. Inga underarter finns listade i Catalogue of Life.

## Bildgalleri

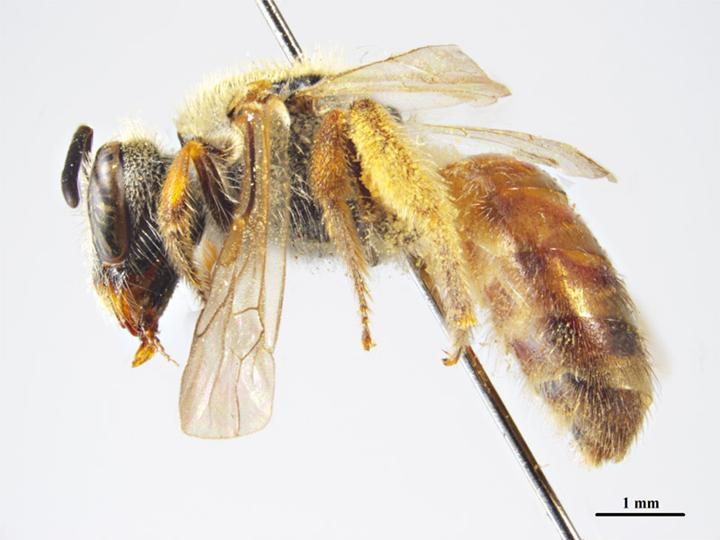
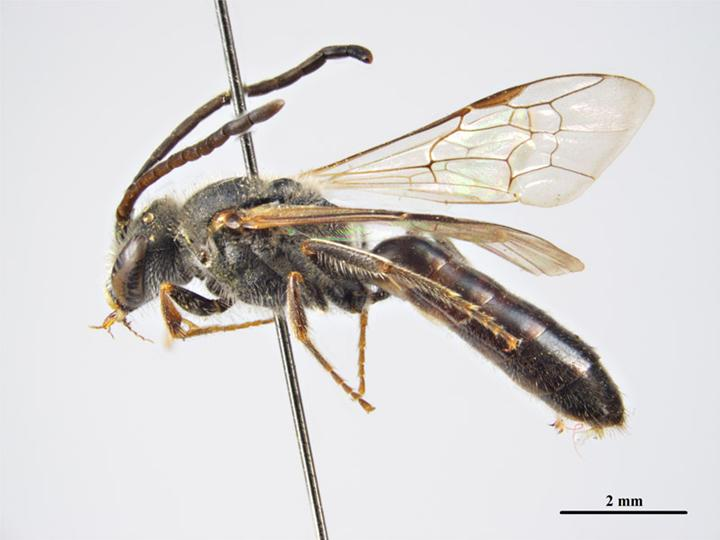